# Helmut Coing
Helmut Coing (ur. 28 lutego 1912 w Celle, zm. 15 sierpnia 2000 w Kronberg im Taunus) – niemiecki historyk prawa.
Uczył się w szkole w Hanowerze, później studiował prawo w Kilonii, Monachium i Getyndze oraz w Lille we Francji. W 1935 uzyskał doktorat na Uniwersytecie w Getyndze, a w 1938 habilitował się we Frankfurcie, w 1940 został profesorem nadzwyczajnym, a w 1948 profesorem zwyczajnym Uniwersytetu we Frankfurcie. W 1955 objął stanowisko rektora uniwersytetu we Frankfurcie. Zajmował się historią prawa, filozofią i metodologią prawa. Był przedstawicielem odrodzonego prawa natury. Jego ważniejsze prace to Die obersten Grundsätze des Rechts (1947), Grundzüge der Rechtsphilosophie (1950) i Römisches Recht in Deutschland (1964). W 1955 został rektorem Uniwersytetu Frankfurckiego. 11 maja 1965 został doktorem honoris causa Uniwersytetu Wiedeńskiego z okazji 600-lecia uczelni

## Odznaczenia
- Pour le Mérite za Naukę i Sztukę (1973)[3].
- Krzyż Wielki Orderu Zasługi Republiki Włoskiej (1990)
- Krzyż Wielki Orderu Zasługi RFN (1990)
- Order Zasługi Hesji (1990)